# فاصله ژنتیکی

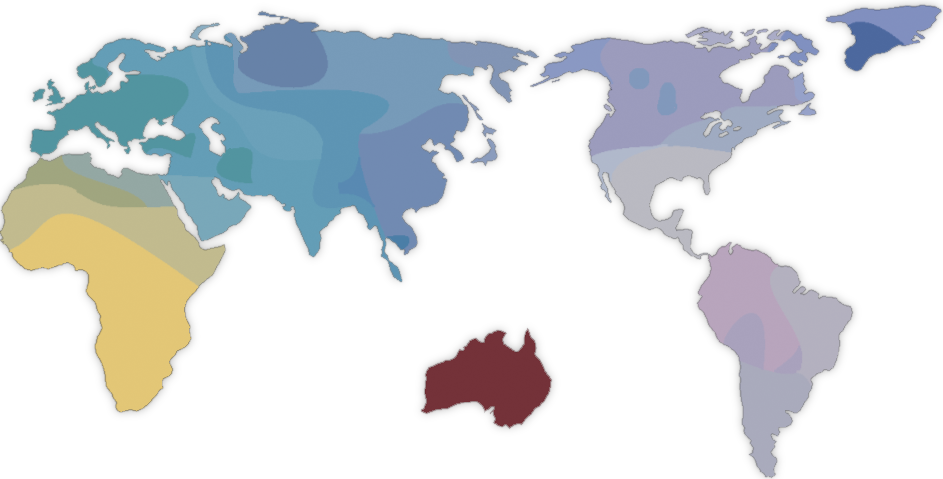
انسان‌های مناطقی که رنگشان به هم نزدیک‌تر است، فاصله ژنتیکی کمتری دارند.

فاصلهٔ ژنتیکی (به انگلیسی: Genetic distance) یک معیار برای واگرایی ژنتیکی بین گونه‌ها یا جمعیت‌های درون یک گونه است.
یکی از کاربردهای فاصله ژنتیکی بازسازی تاریخ جمعیت‌هاست. برای مثال، فاصله ژنتیکی نشان می‌دهد مردم آفریقای سیاه و اوراسیایی حدود ۱۰۰ هزار سال پیش از یک نژاد بودند و بعد از آن شروع به واگرایی ژنتیکی کردند.
یکی دیگر از کاربردهای فاصله ژنتیکی این است که به ما در فهم سرچشمه تنوع زیستی کمک می‌کند، برای مثال می‌توان با استفاده از فاصله ژنتیکی فهمید از کدام یک از گونه‌ها باید بیشتر در مقابل انقراضشان حمایت کنیم تا تنوع زیستی را حفظ کنیم.

## پایه زیستی فاصله ژنتیکی

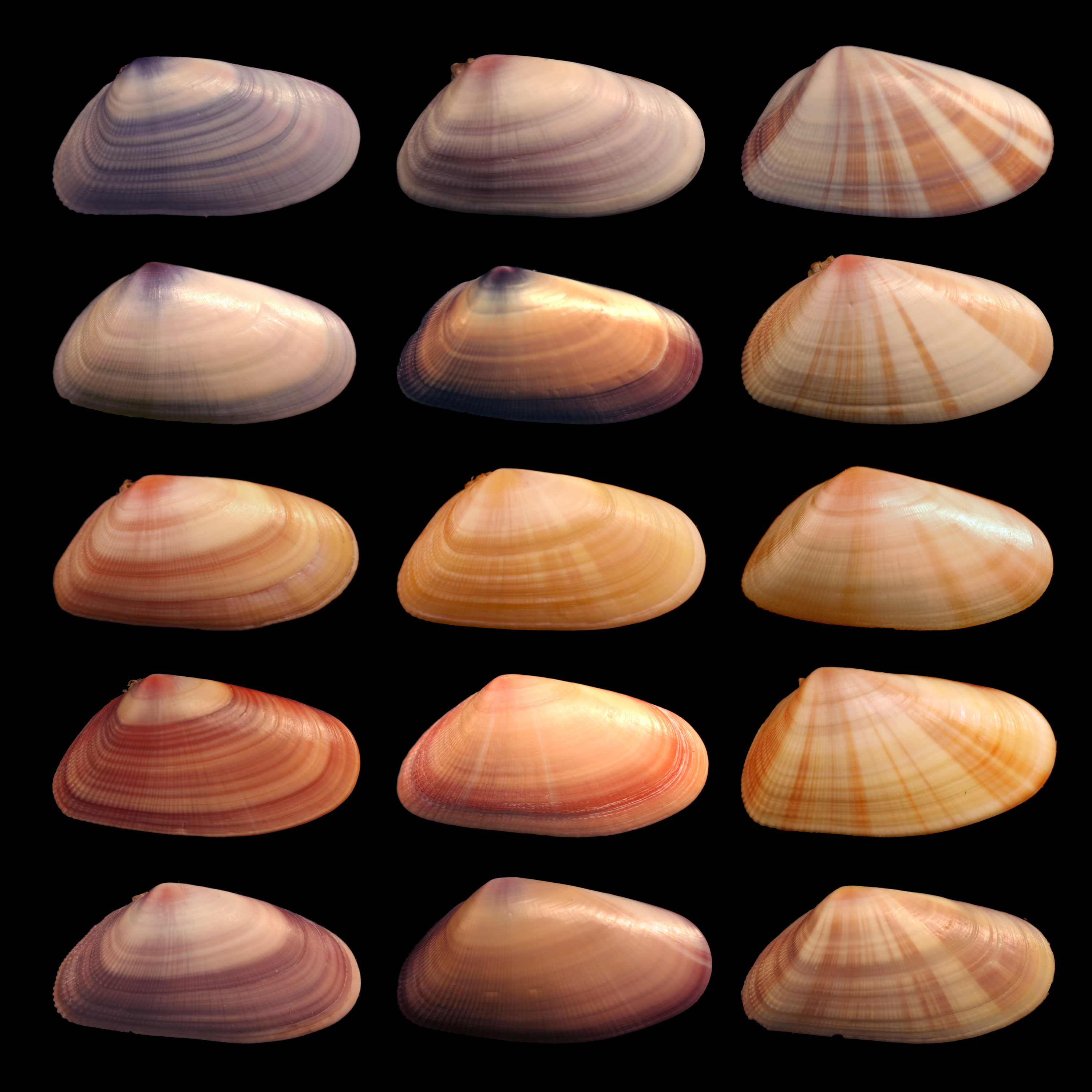
رخ‌مانه‌های متفاوت از یک گونه صدف

در ژنوم یک جاندار، هر ژن در یک مکان مشخص به نام لوکوس قرار دارد. تفاوت‌های دگره‌ای در این لوکوس‌ها باعث ایجاد تفاوت‌های رخ‌مانه‌ای در میان گونه‌ها می‌شود (برای مثال رنگ صدف‌ها در شکل روبرو، رنگ چشم، رنگ مو و …).
با بررسی کردن تفاوت بین فراوانی دگره‌های گونه‌های مختلف با حساب کردن فاصله ژنتیکی بین آن‌ها می‌توانیم حدس بزنیم این گونه‌ها چند وقت پیش از هم جدا شده‌اند.

## معیارهای فاصله ژنتیکی
فاصله ژنتیکی تعریف‌های زیادی دارد و دلیل تفاوت بین این تعریف‌ها این است که مؤلفان آن‌ها مدل‌های تکاملی متفاوتی را فرض کرده‌اند.
پر استفاده‌ترین این تعریف‌ها عبارت‌اند از:
- فاصله ژنتیکی استاندارد نی[۵]
- فاصله وتری کاوالی-اسفورزا[۶]
- فاصله ژنتیکی رینولدز، ویر و کوکرهم[۷]

در همهٔ فرمول‌های این بخش، {\displaystyle X} و {\displaystyle Y}، دو جمعیت مختلف هستند که لوکوس {\displaystyle L} آن‌ها را مطالعه می‌کنیم.
{\displaystyle X_{u}} نشان‌دهنده فراوانی دگره {\displaystyle u} ام در {\displaystyle L} است.

#### فاصله ژنتیکی استاندارد نی
در سال ۱۹۷۲، توسط ماساتوشی نی منتشر شد. این معیار عوامل تفاوت‌های ژنتیکی را جهش و رانش ژن فرض کرده‌است.
{\displaystyle D=-\ln {\frac {\sum \limits _{\ell }\sum \limits _{u}X_{u}Y_{u}}{\sqrt {\left(\sum \limits _{u}X_{u}^{2}\right)\left(\sum \limits _{u}Y_{u}^{2}\right)}}}}

#### فاصله وتری کاوالی-اسفورزا
در سال ۱۹۶۷، توسط لوییگی لوکا کاوالی-اسفورزا و آنتونی ویلیام فیربنک ادوادرز منتشر شد. این معیار عوامل تفاوت‌های ژنتیکی را فقط رانش ژن فرض کرده‌است.
{\displaystyle D_{\text{CH}}={\frac {2}{\pi }}{\sqrt {2\left(1-\sum _{\ell }\sum _{u}{\sqrt {X_{u}Y_{u}}}\right)}}}

#### فاصله ژنتیکی رینولدز، ویر و کوکرهم
در سال ۱۹۸۳، این معیار توسط جان رینولدز، بروس ویر و سی. کلارک کوکرهم منتشر شد. این معیار عوامل تفاوت‌های ژنتیکی را فقط رانش ژن فرض کرده‌است.
{\displaystyle \Theta _{w}={\sqrt {\frac {\sum \limits _{\ell }\sum \limits _{u}(X_{u}-Y_{u})^{2}}{2\sum \limits _{\ell }\left(1-\sum \limits _{u}X_{u}Y_{u}\right)}}}}